# Aethelbert del Sussex
Aethelbert, o Æðelberht (fl. VIII secolo), fu re del Sussex, anche se non si conoscono le date esatte del suo regno.
Aethelbert (inglese antico: Æðelberht; fl. VIII secolo) era re del Sussex, ma è conosciuto solo da delle carte. Le date del regno di Æðelberht sono sconosciute oltre al fatto che si sovrapponeva almeno in parte al vescovato di Sigeferth di Selsey, poiché Sigeferth fu testimone di una carta non datata di Æðelberht in cui Æðelberht è chiamato Ethelbertus rex Sussaxonum.
Sigeferth, chiamato in breve Sicgga, fu il 3º Vescovo di Selsey, consacrato nel 733 dall'arcivescovo Tatwine, ed era ancora vescovo nel 747, quando partecipò al Concilio di Clovesho. La sua data di morte è sconosciuta.
Si ritiene che un'altra carta non datata, in cui Æðelberht è chiamato Adelbertus rex Australium Saxonum (Æðelberht, re dei Sassoni meridionali), sia un falso.
Barker (1947) ha commentato "Questa coppia di carte ha alcune frasi peculiari, in particolare il firmiter ... præsumat che prende il posto di una forma introdotta da Siquis nella maggior parte delle carte. Entrambi affermano che sono state scritte dal re, e in n. . X confixi è una parola molto insolita per questo; significa letteralmente "appuntato insieme", quindi qui "messo insieme" o "compilato". L'inizio dell'VIII secolo era l'età dei re illuminati: Aldfrith e Eadberht di Northumbria e Ine del Wessex sono esempi. Non è, quindi, impossibile che queste due carte siano state effettivamente redatte personalmente dal re". Tuttavia, "confixi" è solo nella carta contraffatta.
Æðelberht è anche menzionato in un'approvazione non datata a una carta di Noðhelm come Ethilberchto rege.

.